# Église d'Evenes
L'église d'Evenes (en bokmål : Evenes kirke) est une église paroissiale luthérienne située dans la municipalité d'Evenes, dans le nord du comté de Nordland, en Norvège. Elle est rattachée au doyenné d'Ofoten (en) et au diocèse de Sør-Hålogaland de l'Église de Norvège. Elle est protégée au titre de kulturminne.

## Historique
Vers 1250, le roi Håkon IV fait édifier une église dans l'Ofoten à Evenes. Une deuxième église est construite sur le site en 1677. En 1800, une nouvelle église est construite en remplacement d'un des deux édifices.
Les fonts baptismaux de l'église actuelle sont ceux de la première église ; ils datent du XIIIe siècle.

## Architecture
Cette église en bois compte 460 places. Elle est construite dans un style seigneurial danois d'après les plans de l'architecte Johan Bernhard Kreutzer.

## Sources
- (no) Cet article est partiellement ou en totalité issu de l’article de Wikipédia en norvégien intitulé « Evenes kirke » (voir la liste des auteurs).

- (nb) « Evenes kirke », sur www.evenes.kommune.no, municipalité d'Evenes (consulté le 23 décembre 2017).
- (nb) « Evenes kirke », sur www.kirkesok.no (consulté le 23 décembre 2017).
- (nb) « Evenes kirke », sur www.kulturminnesok.no (consulté le 23 décembre 2017).